# Almiserà
Almiserà – gmina w Hiszpanii, w prowincji Walencja, we wspólnocie autonomicznej Walencja, o powierzchni 7,44 km². W 2011 roku liczyła 314 mieszkańców.